# Microsoft Certified Application Developer
 (mars 2025).
Microsoft Certified Application Developer (MCAD) est une certification Microsoft indiquant qu'un professionnel est capable de concevoir et maintenir des applications et composants logiciels grâce à des technologies .NET.
Elle est obtenue après une série de trois examens.